# Chondrostoma scodrense
Chondrostoma scodrense е изчезнал вид лъчеперка от семейство Шаранови (Cyprinidae).

## Разпространение
Видът е бил разпространен в Шкодренското езеро и околностите му в Черна гора и Албания.